# Jiří Musil (rychlobruslař)
Jiří Musil (* 21. června 1965 Praha) je bývalý český a československý rychlobruslař. Trénoval jej Petr Novák.
Seniorských československých šampionátů se poprvé zúčastnil v roce 1984, v průběhu své kariéry získal dva národní tituly ve sprintu v letech 1990 a 1991. Ve Světovém poháru debutoval v roce 1988, pravidelně v něm začal nastupovat počátkem roku 1990. Zúčastnil se Zimních olympijských her 1992 (500 m – 41. místo, 5000 m – 30. místo, 10 000 m – 28. místo). Poslední závody absolvoval v roce 1993, nicméně v roce 1996 startoval na českém šampionátu.